# 箏座
箏座（ことざ、Koto-Za）は、日本のポピュラー音楽のユニット。邦楽器を中心に構成されたインストゥルメンタルの楽曲が多い。
和風の音色で構成された楽曲群は、テレビ番組「とんねるずのみなさんのおかげでした」のコーナーである「食わず嫌い王決定戦」や、「いい旅・夢気分」などでBGMとして使用されることも多い。

## 略歴
1987年に、東京芸術大学に在籍していた木田敦子、馬場信子、松井美千子、渡辺峨山の4人で、箏座の前身となる「LYRA」を結成。松井が脱退、1989年に三宅一徳をサポートメンバーに加え、ビクターエンタテインメントからメジャーデビューした。
1991年から三宅が正式メンバーとして加入。その後は国内、海外のライブや舞台音楽を中心に活動する一方、3枚のアルバムをリリース（いずれもビクターエンタテインメントから）。1994年に三宅が脱退してからは、音源のリリースはなく、同年に馬場が脱退、野田美香をメンバーとして迎え、各地でのライブ参加などはその後も行われている。また、メンバーはそれぞれ他のミュージシャンの作品にサポートメンバーとして参加するなどしている。

## メンバー

### 現在のメンバー
- 木田敦子（きだ あつこ）
  - 箏、十七絃担当。他に、米米CLUBや宮本文昭、吉岡しげ美、吉崎克彦などの作品にサポートメンバーとして参加している。
- 野田美香（のだ みか）
  - 箏、十七絃担当。
- 渡辺峨山（わたなべ がざん）
  - 尺八、篠笛担当。他に「信長の野望」や「風来のシレン」でレコーディングに参加したり、ZABADAKの作品にサポートメンバーとして参加している。

### かつてのメンバー
- 三宅一徳（みやけ かずのり）
  - キーボード、作曲担当。「食わず嫌い王決定戦」で使用される「祝宴」など多くの楽曲を作曲。1994年まで参加していたが、自身の活動に集中するため脱退。
- 馬場信子（ばば のぶこ）
  - 箏と十七弦担当。1994年リリース「ノスタルジア」まで参加していたが、ソロ活動に集中するため脱退。

## アルバム
発売はいずれもビクターエンタテインメント。
- Koto・Za（1991年）
  - サポートメンバーとして、三沢またろう、本多正典が参加。
- ノスタルジア（1994年）
  - サポートメンバーとして、吉良知彦（ZABADAK）、村松健などが参加。
- 組曲 竹取物語（1994年）
  - サポートメンバーとして、斎藤ノブ、馬場信子が参加。